# Tobias (Nebraska)
Pour les articles homonymes, voir Tobias.
Tobias est un village du comté de Saline, dans l'État du Nebraska, aux États-Unis. En 2020, il comptait une population de 114 habitants.